# Loučka (zámek)
Zámek Loučka se nachází ve stejnojmenné obci, ležící asi 10 km západně od centra města Valašského Meziříčí v okrese Vsetín. Ačkoliv je stavba od 3. května 1958 chráněna jako kulturní památka pod č. 42035/8-278, dlouhodobě chátrá a je proto zapsána na seznamu ohrožených nemovitých památek.

## Historie
Od počátku 13. století se Loučka připomíná coby součást lenního systému olomouckých biskupů, kteří nevelký statek propůjčovali svým leníkům (manům). Jejich sídlem byla tvrz, jež je v písemných pramenech poprvé uváděna k roku 1563. Současný zámek vyrostl patrně ve druhé polovině 17. století, kdy se biskupský lenní statek Loučka nacházel v rukách rodu svobodných pánů Kaldtschmidtů z Eisenbergu, kteří mimo jiné rovněž drželi nedaleké léno Choryni. Roku 1720 pak Jan Ignác Kaldtschmidt z Eisenbergu († 1736) předal Loučku svému švagrovi Antonínovi Františkovi z Deblína (1666–1749). Mezi léty 1739–1740 Deblín spolupracoval se zbojnickou skupinou Mikuláše Krampoty z Liptálu, kterému na loučském zámku poskytoval úkryt, za což byl zbojníkem odměněn stříbrem pobitou šavlí. Za Deblínů byla pravděpodobně zřízena zámecká kaple, jejíž presbytář zřejmě posloužil jako základ pro stavbu nového kostela Dobrého pastýře, zbudovaného mezi léty 1777–1778.
Tuto stavbu již financoval hrabě Leopold z Lambergu (1732–1808), jenž Loučku držel v letech 1769–1803. Tehdy se z nevelkého venkovského sídla stalo jedno z center moravského osvícenství, navštěvované četnými hosty. Jedním z nich byl také Leopoldův starší bratr Maxmilián Josef z Lambergu (1729–1792), přívrženec reformního úsilí císaře Josefa II., autor několika francouzsky psaných knih a filosofických pojednání, který byl ve své době nazýván „moravským Démokritem“.
Po Lambercích přišli v roce 1803 Mohrweiserové, kteří upravili zámecké fasády, rozšířili okolní park a po zrušení lenního zřízení roku 1871 získali velkostatek do svého vlastnictví. Od roku 1879 se majitelé zámku rychle střídali. Mohrweisery následovali Ota Messenský (1879–1901), dr. Alois Mikyška (1901–1906; syn valašskomeziříčského starosty Aloise Mikyšky st.), Armin baron Popper von Podhrágy (1906–1907), Karel Munk (1908–1910) a dr. Augustin Lipčík (1910–1918), od nějž velkostatek zakoupil zlínský podnikatel Tomáš Baťa. V majetku rodiny Baťových se zámek, využívaný jako letní rezidence, nacházel až do roku 1945.
V důsledku znárodnění byla část zámku upravena pro potřeby kanceláří a dílen místního JZD, zbytek sloužil MNV jako byty nebo školní třídy. Kvůli nedostatečně údržbě začala budova chátrat a situace se nezměnila ani po roce 1989, kdy zámek restituovala rodina Baťových. Během první poloviny 90. let 20. století bylo asanováno celé jihovýchodní křídlo zámku a počátkem 21. století hrozilo, že dojde k demolici i zbylé části budovy, což však nakonec realizováno nebylo. Na místě odstraněného křídla vyrostla novodobá replika.
Národní památkový ústav zámek řadí mezi ohrožené nemovité památky a dle zhodnocení z roku 2013 je technický stav objektu havarijní: „Střecha je děravá, překrytí je pouze provizorní, části krovu jsou vážně poškozeny a tvarově deformovány, v interiérech zanikají zbytky historické výmalby a štukové výzdoby. Zámek nadále chátrá, některé jeho partie jsou v havarijním stavu“.

## Architektura
Přízemní stavba obdélníkového půdorysu, stojící v těsném sousedství kostela Krista Dobrého pastýře, bývalého hospodářského dvora a obecní silnice. Exteriérové fasády objektu byly zrekonstruovány pouze částečně, budovu kryje výrazná mansardová střecha s vikýři, některé koncové střešní tašky mají podobu maskaronů. V interiérech jsou zachovány zlomky barokní freskové a štukové výzdoby.

## Galerie

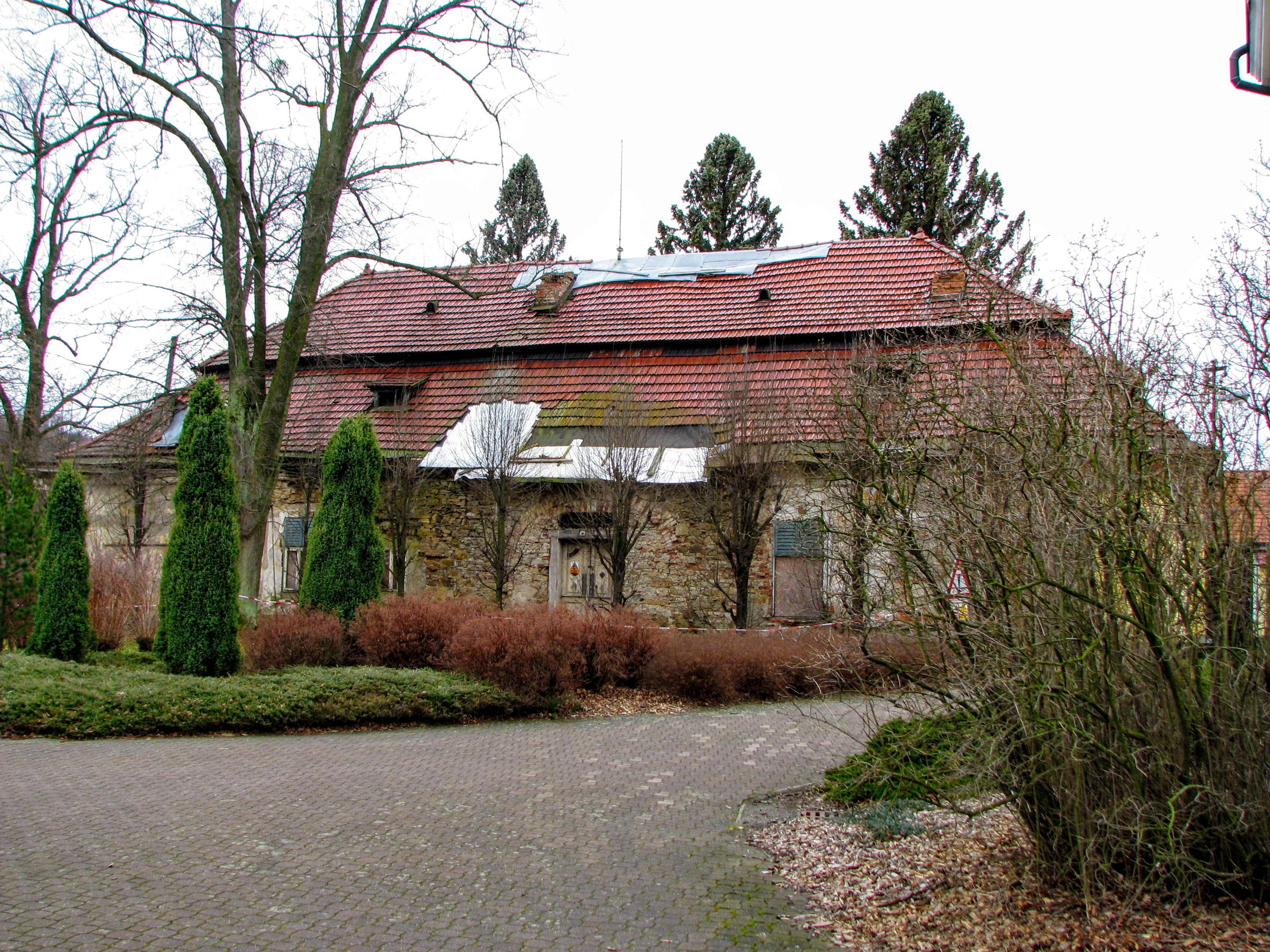
Pohled na zámek od parku
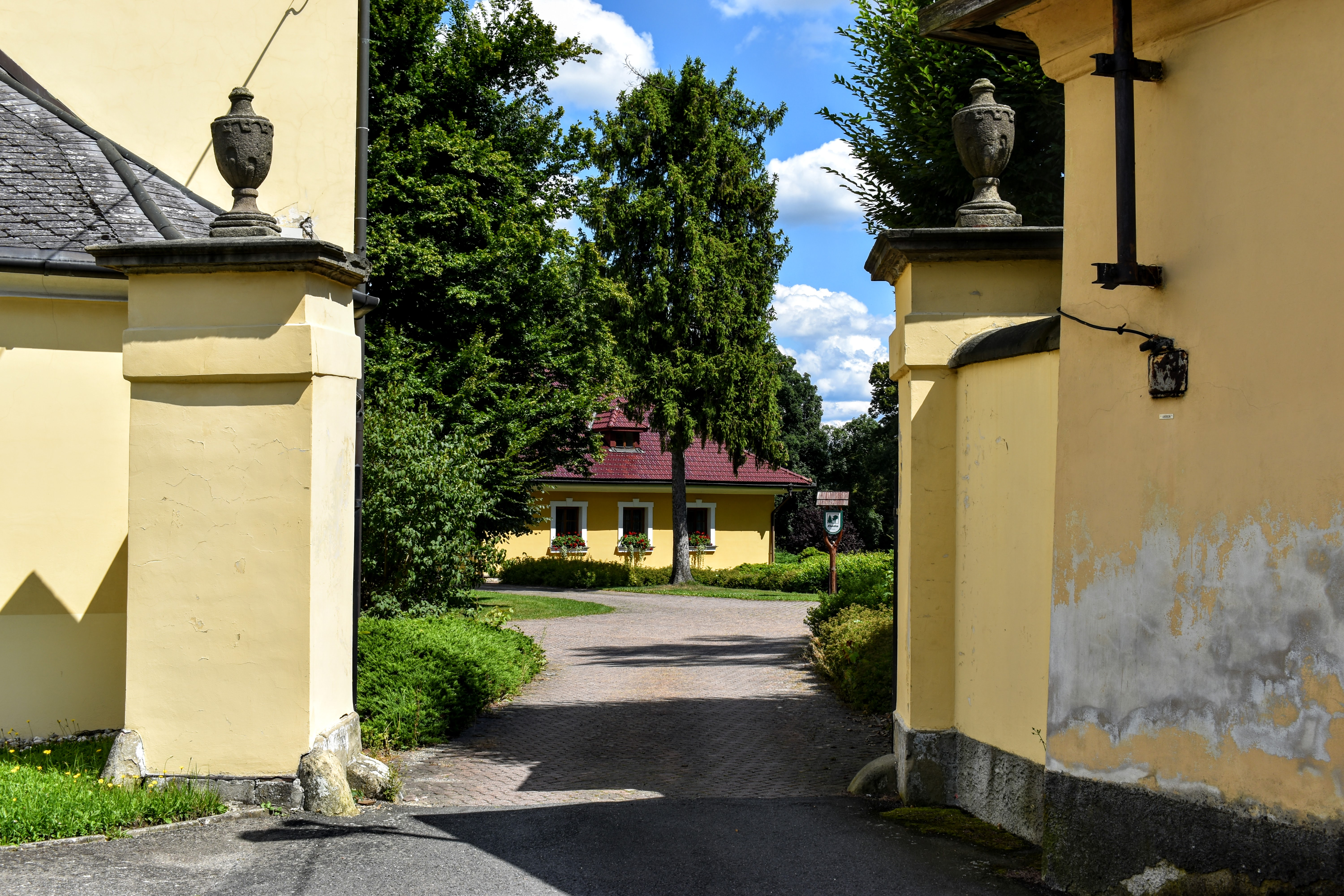
Vjezd do zámeckého parku, v pozadí novostavba z 90. let 20. století